# 257. Infanterie-Division (Wehrmacht)
Die 257. Infanterie-Division war ein militärischer Großverband der Wehrmacht im Deutschen Reich. Die Division war auch unter der Bezeichnung „Berliner Bären-Division“ bekannt. Die Division war während des Zweiten Weltkrieges im Einsatz.

## Geschichte

### Aufstellung
Die 257. Infanterie-Division wurde als Division der 4. Aufstellungswelle am 26. August 1939 in Berlin-Karlshorst aufgestellt.

### Besatzung in Polen 1939
Am 19. September 1939 begann der Transport in den Raum um Krakau, Chrzanów und Bielitz.

### Westwall
Ab Ende Oktober 1939 war sie der 1. Armee an der Westfront unterstellt, in der Saarpfalz stationiert und im Juni 1940 an der Maginotlinie aktiv.

### Besatzung in Polen 1940/41
Im Juli wurde sie wieder nach Polen verlegt und dort 1941 der 17. Armee zugeordnet.

### Unternehmen Barbarossa
Ab dem 22. Juni 1941 nahm die 257. Infanterie-Division im Verbund mit der Heeresgruppe Süd am Überfall auf die Sowjetunion teil und marschierte in Richtung Lemberg. Vom 12. Juli bis zum 8. August war sie an der Kesselschlacht bei Uman beteiligt. Im September erreichte sie bei Krementschuk den Dnepr. Von November 1941 bis Juli 1942 lag sie am Donez nördlich von Slowjansk, das sie vom 18. Januar bis zum 7. April 1942 gegen die sowjetische Winteroffensive erfolgreich verteidigte.

### Atlantikwall
Anfang August wurde sie nach Frankreich verlegt und bis März 1943 unter anderem zur Küstensicherung in der Bretagne eingesetzt.

### Verlegung an die Ostfront
Im April 1943 wurde die 257. Infanterie-Division als Teil der 1. Panzerarmee zurück in die Donez-Region verlegt und bis September bei Isjum eingesetzt. Die Donezbecken-Operation erzwang den Rückzug hinter den Dnepr. Dort kämpfte sie bis Februar 1944 am Brückenkopf von Nikopol und bei Kriwoi Rog, anschließend musste sie sich mit der 6. Armee schrittweise bis in die heutige Republik Moldau zurückziehen.
Der Panzerjäger-Abteilung der Division wurden im August 1944 für eine Neuausrüstung vierzehn Jagdpanzer 38 zugeteilt.

### Vernichtung 1944
Im Zuge der Operation Jassy-Kischinew wurde die Division am 23. August 1944 zwischen Tighina und dem Pruth eingekesselt und bis zum 29. August vernichtet. Offiziell wurde sie am 9. Oktober 1944 aufgelöst.

## 257. Volksgrenadier-Division

### Aufstellung
Reste der Division gelangten zum Truppenübungsplatz Wandern in der Mark Brandenburg und wurden am 13. Oktober 1944 zusammen mit der Infanterie-Division Groß-Görschen in die Aufstellung der 257. Volksgrenadier-Division einbezogen.

### Westfront
Diese war im Winter 1944/1945 an der Westfront aktiv.

### Kapitulation
Im April gerieten Reste der Division bei Füssen in amerikanische Kriegsgefangenschaft.

## Kommandeure
| Datum        | Dienstgrad                          | Name                                                |
| ------------ | ----------------------------------- | --------------------------------------------------- |
| 1. Sep. 1939 | Generalleutnant                     | Max von Viebahn                                     |
| 1. März 1941 | Generalleutnant                     | Karl Sachs                                          |
| 1. Mai 1942  | Generalleutnant                     | Karl Gümbel                                         |
| 1. Juni 1942 | Oberst/Generalmajor/Generalleutnant | Carl Püchler                                        |
| 5. Nov. 1943 | Generalmajor                        | Anton Reichard von Mauchenheim genannt Bechtolsheim |
| 2. Juli 1944 | Generalmajor                        | Friedrich Blümke                                    |
| 1. Okt. 1944 | Oberst/Generalmajor                 | Erich Seidel                                        |

## Gliederung
| 1939                       | 1942                                      | 1943–1944                                 |
| -------------------------- | ----------------------------------------- | ----------------------------------------- |
| Infanterie-Regiment 457    | Grenadier-Regiment 457                    | Grenadier-Regiment 457                    |
| Infanterie-Regiment 466    | Grenadier-Regiment 466                    | Grenadier-Regiment 466                    |
| Infanterie-Regiment 477    | Grenadier-Regiment 477                    | Grenadier-Regiment 477                    |
| Artillerie-Regiment 257    |                                           |                                           |
| Panzerabwehr-Abteilung 257 | Panzerjäger-Abteilung 257 (ab März 1940)  | Panzerjäger-Abteilung 257 (ab März 1940)  |
| Aufklärungs-Abteilung 257  | Radfahr-Abteilung 257 (ab Winter 1942/43) | Aufklärungs-Abteilung 257 (ab April 1943) |
| –                          | –                                         | Füsilier-Bataillon 257 (ab Juli 1943)     |
| Bau-Bataillon 257          | Bau-Bataillon 257                         | Baupionier-Bataillon 257 (ab August 1943) |
| Nachrichten-Abteilung 257  |                                           |                                           |
| Versorgungseinheiten 257   |                                           |                                           |
| –                          | Feldersatz-Bataillon 257                  | Feldersatz-Bataillon 257                  |

## Bekannte Divisionsangehörige
- Wilhelm Viebig (1899–1982), war Bundestrainer der Military-Reiter